# Pyrenulales
Ordre
Les Pyrenulales sont un ordre de champignons ascomycètes. Il comporte essentiellement des formes lichénisées  (lichens), surtout corticoles, dont la diversité est maximale dans les contrées tropicales et subtropicales. Le thalle est souvent peu apparent, encroûtant, immergé dans le substrat ou inexistant, et l'organe de la reproduction sexuée est un périthèce.

## Liste des familles
Selon Myconet (2007) :
- Monoblastiaceae (position incertaine)
- Pyrenulaceae
- Requienellaceae